# Bogdan Lalić
Bogdan Lalić (nascut el 8 de març de 1964 a Zagreb, llavors a la República Federal Socialista de Iugoslàvia) és un jugador i escriptor d'escacs croata, que té el títol de Gran Mestre des de 1988. Tot i que juga representant la Federació de Croàcia, viu gran part de l'any a Anglaterra, i va estar casat (actualment divorciat) amb la Mestra Internacional Susan Lalić, la primera dona anglesa en obtenir aquest títol.
A la llista d'Elo de la FIDE de desembre de 2014, hi tenia un Elo de 2479 punts, cosa que en feia el jugador número 18 (en actiu) de Croàcia. El seu màxim Elo va ser de 2600 punts, el 1997.

## Resultats destacats en competició
Lalić fou primer als torneigs de Pleven 1987 i Sarajevo 1988. Des dels anys 1990, ha participat en molts torneigs oberts arreu de l'estat espanyol. Per exemple, el 2006 guanyà el VIII Obert de Logronyo, per davant de Stuart Conquest. El 2007 guanyà el XIV obert de Lepe.

## Llibres publicats
- Bogdan Lalic. The Queen's Indian Defence.  Everyman Chess, 1997. ISBN 9781857441574.
- Bogdan Lalic. The Budapest Gambit.  Batsford, 1998. ISBN 9780713484564.
- Bogdan Lalic. Queen's Gambit Declined: Bg5 Systems.  Everyman Chess, 2000. ISBN 9781857442403.
- Bogdan Lalic. The Grunfeld for the Attacking Player.  Batsford, 2002. ISBN 9780713481662.
- Bogdan Lalic. The Marshall Attack.  Everyman Chess, 2003. ISBN 9781857442441.
- Bogdan Lalic, Vladímir Okhotnik, Carpathian Warrior (Caissa Hungary, 2005)
- Bogdan Lalic, Vladímir Okhotnik, Carpathian Warrior 2 (Pandora Press, 2008)